# Csátés láprét

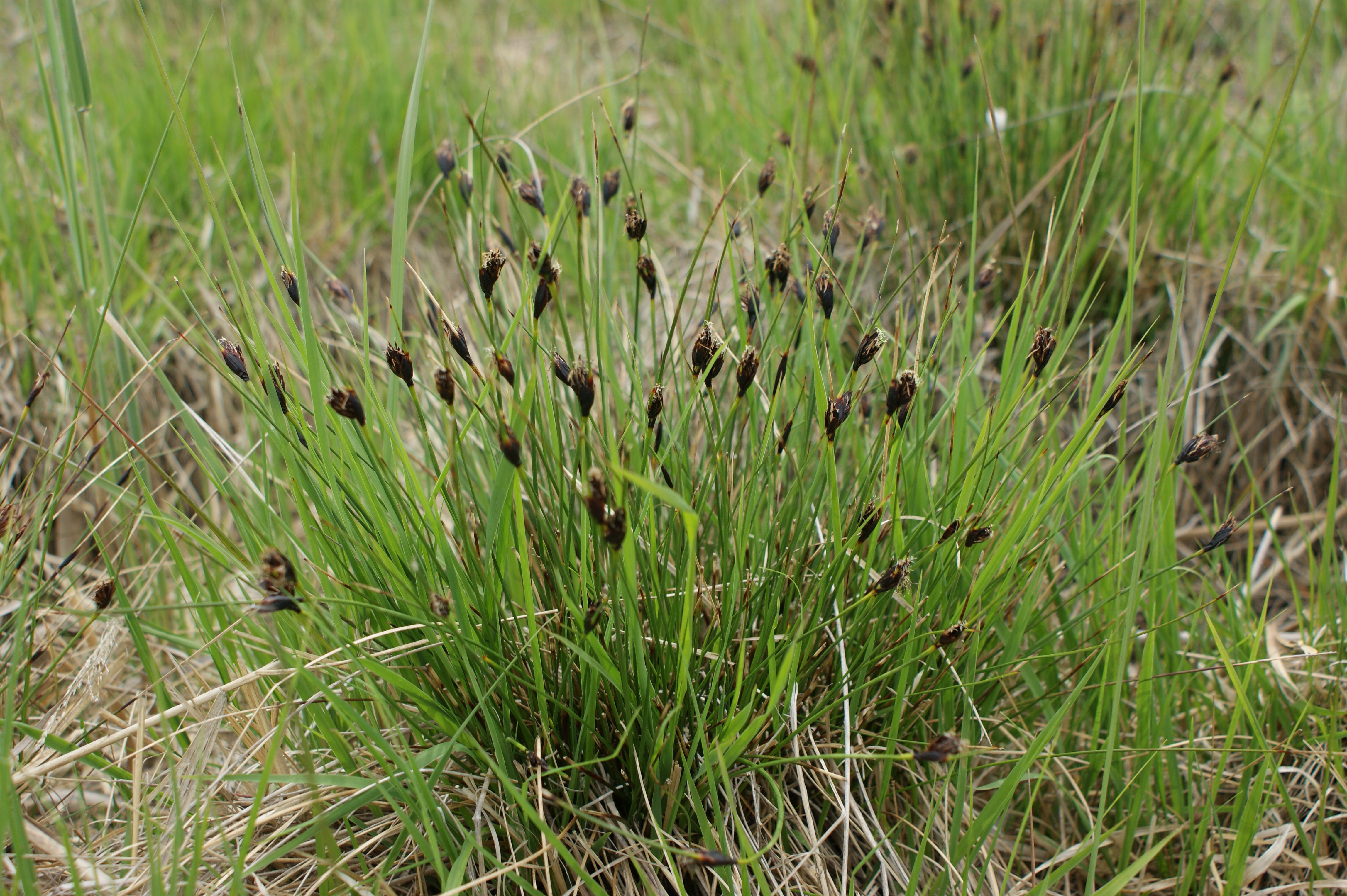
Kormos csáté (Schoenus nigricans)

A csátés láprét  (Orchio-Schoenetum nigricantis (Allorge 1921) Oberd. 1957), illetve Schoenetum nigricantis az üde mészkedvelő rétlápok (Caricion davallianae) társulástani csoportjának egyik növénytársulása.

## Kialakulása, elterjedése
A nedves lápterületek egyik leggyakoribb, viszonylag nagy területet borító társulása, amely jellemzően a vízállásos, elláposodó réteken alakul ki. Európa sík- és dombvidékein gyakori, nálunk főleg a Kis- és Nagyalföld mentett ártéreinek és buckaközi laposainak homokos talaján, valamint a Dunántúl karsztvízfeltöréses medencéiben és völgytalpi rétlápjain fordul elő.:
- Hanságon,
- Esztergom közelében a Duna árterén,
- Mezőföldön a Sárréten,
- Duna–Tisza közén a Solti-síkságon,
- Cserhátban,
- Aszófő közelében,
- Fonyódi-berekben,
- Tapolcai-medencében,
- Bakonyalján,
- Sopron környékén.

## Megjelenése, fajösszetétele
Színe üde zöld. A domináns kormos csáté (Schoenus nigricans) zsombékjai között sok lágyszárú kísérő tűnik fel. A mohák szerepe alárendelt.
A társulás állandó tagjai:
- nagy szittyó (Juncus subnodulosus),
- illatos hagyma (Allium suaveolens),
- barna sás (Carex hostiana),

Gyakori kísérő fajok:
- halványkék ördögharaptafű (Succisa pratensis),
- alacsony pozdor (Scorzonera humilis),
- mocsári galaj (Galium palustre),
- mocsári kosbor (Orchis laxiflora ssp. palustris),
- hússzínű ujjaskosbor (Dactylorrhiza incarnata),
- széles levelű ujjaskosbor (Dactylorhiza majalis),
- mocsári nőszőfű (Epipactis palustris),
- pókbangó (Ophrys sphegodes),
- lápi nyúlfarkfű (Sesleria uliginosa).

Kiemelkedő értékes fajok: 
- lisztes kankalin (Primula farinosa subsp. alpigena) — ritka, jégkorszaki reliktum faj a Balaton-felvidéken,
- rovarfogó havasi hízóka (Pinguicula alpina) — kipusztulóban.

## Életmódja, termőhelye
Tavasszal tocsogós; a vízfelszín fölé a kormos csáté (Schoenus nigricans) 20–30 cm magas zsombékjai emelkednek. Háromszintű: fejletlen mohaszinttel és két lágyszárú szinttel (20–30 cm, illetve 60 cm). Az egyes élőhelyek annyira kicsik, hogy a műholdas felvételeken nem vehetők ki.
Igen ellenálló, konzervatív társulás, amely még lecsapolás után is sokáig megőrzi szerkezetét. A láprét kiszáradásának, a tőzeg bomlásának jele a kékperje uralkodóvá válása a felső gyepszintben — ez a Molinietosum szubasszociáció a törzsváltozatnál sokkal fajszegényebb; benne a lápréti fajokat mocsárréti elemek váltják fel.